# Den Sjællandske Tværforbindelse
|  | Sammenskrivningsforslag Artiklerne Sjællandske Tværmotorvej, Den Sjællandske Tværforbindelse er foreslået sammenskrevet. (Siden maj 2022) Diskutér forslaget |

|  | Denne artikel beskriver en fremtidig begivenhed Denne artikel eller sektion handler om planlagt eller forventet fremtidig begivenhed. Der kan forekomme spekulativ information, og indholdet kan ændres dramatisk når begivenheden nærmer sig og mere information bliver tilgængelig. |

Den Sjællandske Tværforbindelse er en foreslået motorvej og motortrafikvejs forbindelse mellem Kalundborg over Slagelse til Næstved og videre som Ring Nord og Næstvedmotorvejen mellem Næstved og til Rønnede. 
Vejen er blevet forslået af Region Sjælland, samt kommunerne Kalundborg, Slagelse, Næstved og Faxe, som går ind for forbindelsen.
Vejen skal være med til at aflastede hovedlandvejen mellem Kalundborg og Rønnede, de mest trafikeret strækninger er primærrute 54 Næstved-Rønnede med ca. 14.000 køretøjer i døgnet, og Næstved- Slagelse med ca. 8000 køretøjer i døgnet. Regeringen og oppositionen har besluttet at opgradere strækning mellem Næstved – Rønnede primærrute 54 til en motorvej og sætte en VVM-redegørelse i gang, samtidig blev der sat ca. 350 mio. DKK til første etape af motorvejen mellem Rønnede og Boserup.
På strækningen mellem Slagelse og Næstved primærrute 22 har Vejdirektoratet afsluttet en forundersøgelse for bl.a. om at opgradere strækningen til en 2+1 sporet motortrafikvej, vejen forventes ca. at koste 1,3- 1,5 mia. DKK. Der er undersøgt to forskellige linjeføringer af en motortrafikvej.
NS er en 2+1 sporet motortrafikvej der starter ved Slagelse Omfartsvej og går syd om landsbyen Rosted og Sørbymagle, den forsætter derefter nord om byen Fuglebjerg og syd om landsbyerne Kyse og Vallensved, vejen ender i Næstved Omfartsvej.
SN er en 2+1 sporet motortrafikvej der starter ved Slagelse Omfartsvej og går syd om landsbyerne Rosted og Sørbymagle, den forsætter derefter syd om byen Fuglebjerg og nord om landsbyerne Kyse og Vallensved, vejen ender ligesom det første forslag i Næstved Omfartsvej.
Motorvejen skal være med til at aflaste primærrute 22 for tung trafik mellem Kalundborg, Slagelse og Næstved, og især den mest trafikerede strækning, mellem Slagelse og Næstved hvor der er en trafikmængde på 8.000 - 14.000 i døgnet.
Motorvejen er blevet foreslået af Sjællandske borgmestre og politikere, og er støttet af 17 kommuner, som blandt andet tæller Kalundborg, Slagelse, Næstved, Sorø, Faxe og Vordingborg kommuner.
Den 12. maj 2016 tog komiteen for den sjællandske tværforbindelse til Christiansborg, hvor de mødtes med Folketingets trafikudvalg. Her fremlagde komiteen en rapport, som de havde fået lavet af Rambøll. I rapporten blev mulighederne belyst, blandt andet en forkortet rejsetid på op til 47 minutter. Derudover vil en eventuel motorvej give ca. 1.500 arbejdspladser, og den vil øge de lokale virksomheders vækst og produktion med 3,4 milliarder kr.
Motorvejen forventes at koste ca. 7,4 milliarder kr.
Den 8. april 2021 fremlage regeringen på et møde på Novo Nordisk i Kalundborg at i deres nye udspil for en ny transportaftale, at der skulle laves en forundersøgelse af Den Sjællandske Tværforbindelse mellem Kalundborg, Slagelse og Næstved. Undersøgelsen skal vise om det er bedst at bygge en motorvej eller en motortrafikvej. 